# Jakob Roedler

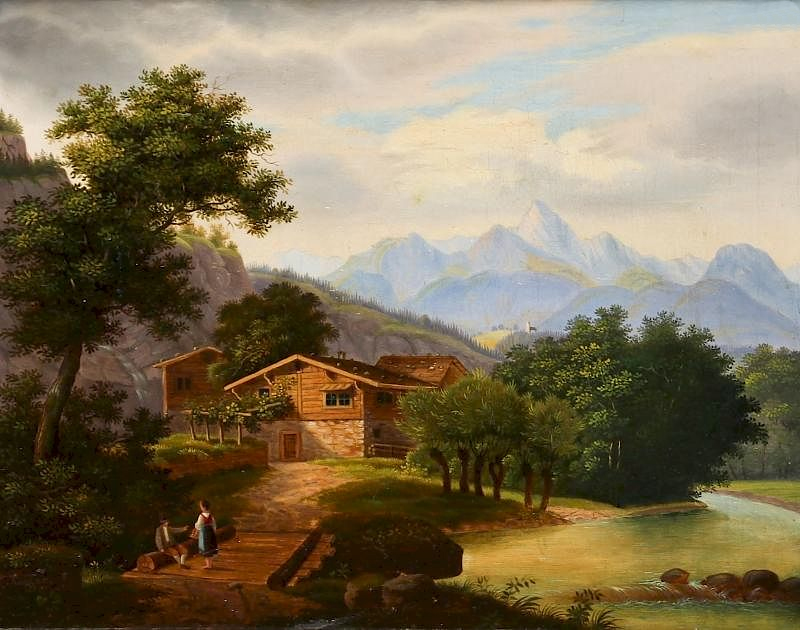
Pastorale Landschaft

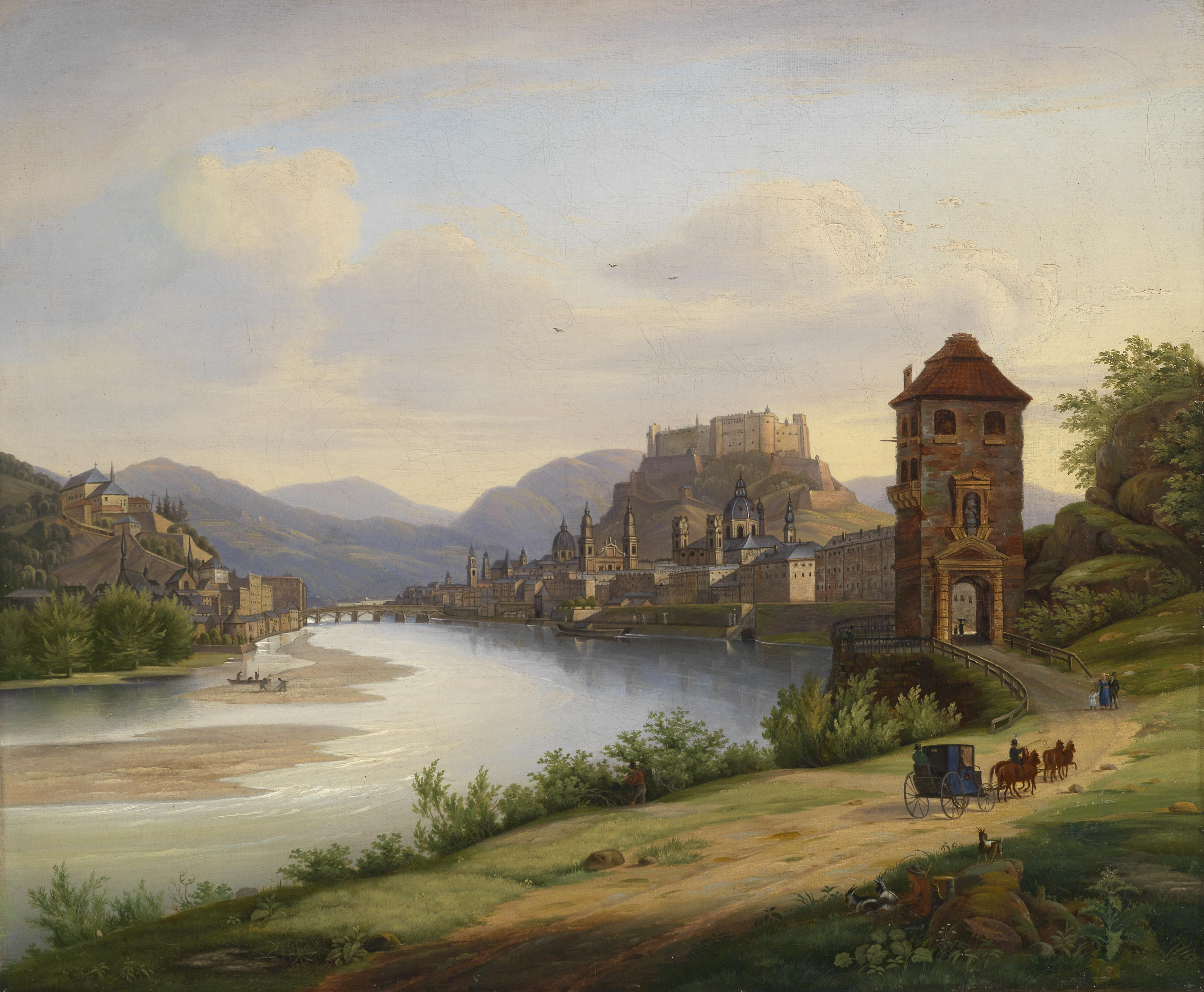
Blick auf Salzburg (1833)

Jakob Roedler, auch Jakob Rödler, (* 1808 in Mainz; † 1862 in Wien) war ein deutscher Landschaftsmaler.

## Leben
Jakob Roedler wurde als Sohn eines Bau- und Zimmermeisters geboren. Er studierte ab dem 7. November 1825 Historienmalerei an der Königlichen Akademie der Künste in München.
Nach dem Studium war er in Wien als Landschaftsmaler tätig. Er stellte seine Werke in den Jahren 1834, 1835, 1838, 1839, 1840, 1841, 1844, 1847 und 1850 in der Wiener Akademie im St. Annahof aus.
Sein Bruder Peter (1811–1850) war als Maler und Lithograf tätig.